# مدينة سيساش
سيساش هي بلدية وعاصمة مقاطعة سيساش في كانتون بازل، سويسرا.

## تاريخ
ذكرت سيساش لأول مرة عام 1225 باسم Sissaho.